# Tamagusuku Chōkun
Tamagusuku Chōkun est un nom japonais traditionnel ; le nom de famille (ou le nom d'école), Tamagusuku, précède donc le prénom (ou le nom d'artiste).
Tamagusuku Chōkun (玉城 朝薫, 11 septembre 1684 - 1er mars 1734), aussi connu par son nom de style chinois Shō Juyū (向受祐), est un fonctionnaire/aristocrate du royaume de Ryūkyū, crédité de la création de la forme de danse-théâtre de Ryūkyū appelée kumi odori.
Tamagusuku naît dans ce qui est à présent Gibo, dans le voisinage de Shuri. Membre de la classe d'aristocrates-bureaucrates du royaume de Ryūkyū, Tamagusuku a déjà voyagé cinq fois à Edo et Kagoshima avant d'être nommé udui bugyō (J: odori bugyō; « magistrat de la danse ») en 1715. Le titre, d'abord porté par Tansui Ueekata (湛水親方, 1622-1683), est une fonction dont la responsabilité principale consiste en l'organisation des divertissements officiels des émissaires d'investiture chinois à Ryūkyū.
Ayant étudié et vu diverses formes japonaises de danse et de théâtre au cours de ses voyages à Edo et à Kagoshima, dont le nô, le kabuki et le kyōgen, après avoir regagné le titre d'udui bugyô en 1718, Tamagusuku met au point la forme de danse théâtrale appelée kumi udui en okinawaïen, et kumi odori en japonais. Elle est alors représentée pour la première fois devant les émissaires chinois pour l'investiture, un jour de célébration du chrysanthème, le neuvième jour du neuvième mois du calendrier lunaire, l'année suivante.
Les deux pièces de théâtre jouées ce jour-là s'appellent Nidō Tichiuchi (« La Vendetta des deux fils ») et Shūshin Kani'iri (« Possédé par l'amour, contrarié par le gong »).
Bien qu'il en a écrit probablement beaucoup d'autres, cinq pièces de Tamagusuku survivent aujourd'hui, et sont encore jouées. Elles sont connues sous le nom Chōkūun no Goban (« les cinq pièces Chōkūun ») ou juste Goban (« Les cinq pièces »). Les trois autres sont : Mekarushi, Kōkō nu Maki (« piété filiale ») et Unna Munu Gurui (« la Folle »).